# Franklin Anzité
Franklin Clovis Anzité Touadéré (Bangui, 2 novembre 1985) è un calciatore centrafricano, difensore del Le Communal Sport-Le Locle.

## Carriera

### Club
Nella stagione 2005-2006 ha giocato una partita nella massima serie francese con l'Ajaccio, con cui l'anno seguente ha invece giocato 7 partite in seconda divisione.
Nel 2017 ha segnato una rete in 7 presenze in Coppa dell'AFC.

### Nazionale
Tra il 2010 ed il 2019 ha giocato complessivamente 37 partite in nazionale.